# Arm River n.º 252
Arm River n.º 252 es un municipio rural canadiense situado en la provincia de Saskatchewan.

## Superficie
Arm River n.º 252 tiene una superficie de 721,58 km².

## Demografía
En 2021, tenía 258 habitantes, una densidad poblacional de 0,4 hab./km², y 117 viviendas.